# U-Bahn-Linie U12 (Berlin)
| Spurweite: | 1435 mm (Normalspur)                       |                                          |                                          |
| Stromsystem: | obenbestrichene Seitenstromschiene 750 V = |                                          |                                          |
| |                                            |                                          |                                          |
| \| \| 8,7 \| Warschauer Straße (WA) Stadtbahn \| Warschauer Straße (WA) Stadtbahn \| \| \| \| \| \| \| \| \| zur Abstellanlage Warschauer Straße \| \| \| \| 7,9 \| Schlesisches Tor (S) Endbahnhof bis 1995 \| Schlesisches Tor (S) Endbahnhof bis 1995 \| \| \| 7,0 \| Görlitzer Bahnhof (Gr) \| Görlitzer Bahnhof (Gr) \| \| \| 6,3 \| Kottbusser Tor (Kbo) \| Kottbusser Tor (Kbo) \| \| \| 5,4 \| Prinzenstraße (Pr) \| Prinzenstraße (Pr) \| \| \| 4,4 \| Hallesches Tor (Ho) \| Hallesches Tor (Ho) \| \| \| 3,9 \| Möckernbrücke (Mo) \| Möckernbrücke (Mo) \| \| \| \| ehemals zur Strecke A \| \| \| \| 3,3 \| Gleisdreieck (Go) \| Gleisdreieck (Go) \| \| \| \| \| \| \| \| 2,2 \| Kurfürstenstraße (Kus) \| Kurfürstenstraße (Kus) \| \| \| \| Übergangsgleis zur Strecke BI \| \| \| \| 1,7 \| Nollendorfplatz (Nu/Nm) \| Nollendorfplatz (Nu/Nm) \| \| \| \| Abzweig U-Bahn-Linie U2 \| \| \| \| 0,912,5 \| Wittenbergplatz (Wt) \| Wittenbergplatz (Wt) \| \| \| \| zu den Strecken AII und BII \| \| \| \| \| \| \| \| \| 13,3 \| Zoologischer Garten (Zo) Stadtbahn \| Zoologischer Garten (Zo) Stadtbahn \| \| \| \| \| \| \| \| 14,3 \| Ernst-Reuter-Platz (RP) \| Ernst-Reuter-Platz (RP) \| \| \| 15,1 \| Deutsche Oper (Obi) \| Deutsche Oper (Obi) \| \| \| \| Verbindungskurve zur H-Strecke \| \| \| \| 15,5 \| Bismarckstraße (Bmo) \| Bismarckstraße (Bmo) \| \| \| 16,1 \| Sophie-Charlotte-Platz (So) \| Sophie-Charlotte-Platz (So) \| \| \| 17,0 \| Kaiserdamm (Kd) Ringbahn \| Kaiserdamm (Kd) Ringbahn \| \| \| 17,7 \| Theodor-Heuss-Platz (Th) \| Theodor-Heuss-Platz (Th) \| \| \| 18,9 \| Neu-Westend (Nd) \| Neu-Westend (Nd) \| \| \| \| \| \| \| \| 19,5 \| Olympia-Stadion (Sd) \| Olympia-Stadion (Sd) \| \| \| \| Bw Grunewald \| \| \| \| 20,7 \| Ruhleben (Rl) \| Ruhleben (Rl) \| |                                            |                                          |                                          |
| U-Bahn-Kopfbahnhof Streckenanfang | 8,7                                        | Warschauer Straße (WA) Stadtbahn         | Warschauer Straße (WA) Stadtbahn         |
| |                                            |                                          |                                          |
| U-Bahn-Abzweig geradeaus und von links |                                            | zur Abstellanlage Warschauer Straße      | zur Abstellanlage Warschauer Straße      |
| U-Bahn-Bahnhof | 7,9                                        | Schlesisches Tor (S) Endbahnhof bis 1995 | Schlesisches Tor (S) Endbahnhof bis 1995 |
| U-Bahn-Haltepunkt / Haltestelle | 7,0                                        | Görlitzer Bahnhof (Gr)                   | Görlitzer Bahnhof (Gr)                   |
| U-Bahn-Bahnhof | 6,3                                        | Kottbusser Tor (Kbo)                     | Kottbusser Tor (Kbo)                     |
| U-Bahn-Haltepunkt / Haltestelle | 5,4                                        | Prinzenstraße (Pr)                       | Prinzenstraße (Pr)                       |
| U-Bahn-Bahnhof | 4,4                                        | Hallesches Tor (Ho)                      | Hallesches Tor (Ho)                      |
| U-Bahn-Bahnhof | 3,9                                        | Möckernbrücke (Mo)                       | Möckernbrücke (Mo)                       |
| U-Bahn-Abzweig geradeaus, ehemals nach links und ehemals nach rechts |                                            | ehemals zur Strecke A                    | ehemals zur Strecke A                    |
| U-Bahn-Bahnhof | 3,3                                        | Gleisdreieck (Go)                        | Gleisdreieck (Go)                        |
| U-Bahn-Tunnelanfang |                                            |                                          |                                          |
| U-Bahn-Haltepunkt / Haltestelle (im Tunnel) | 2,2                                        | Kurfürstenstraße (Kus)                   | Kurfürstenstraße (Kus)                   |
| U-Bahn-Abzweig geradeaus und von links (im Tunnel) |                                            | Übergangsgleis zur Strecke BI            | Übergangsgleis zur Strecke BI            |
| U-Bahn-Bahnhof (im Tunnel) | 1,7                                        | Nollendorfplatz (Nu/Nm)                  | Nollendorfplatz (Nu/Nm)                  |
| U-Bahn-Abzweig geradeaus und von links (im Tunnel) |                                            | Abzweig U-Bahn-Linie U2                  | Abzweig U-Bahn-Linie U2                  |
| U-Bahn-Bahnhof (im Tunnel) | 0,912,5                                    | Wittenbergplatz (Wt)                     | Wittenbergplatz (Wt)                     |
| U-Bahn-Abzweig geradeaus und nach rechts (im Tunnel) |                                            | zu den Strecken AII und BII              | zu den Strecken AII und BII              |
| |                                            |                                          |                                          |
| U-Bahn-Bahnhof (im Tunnel) | 13,3                                       | Zoologischer Garten (Zo) Stadtbahn       | Zoologischer Garten (Zo) Stadtbahn       |
| |                                            |                                          |                                          |
| U-Bahn-Haltepunkt / Haltestelle (im Tunnel) | 14,3                                       | Ernst-Reuter-Platz (RP)                  | Ernst-Reuter-Platz (RP)                  |
| U-Bahn-Bahnhof (im Tunnel) | 15,1                                       | Deutsche Oper (Obi)                      | Deutsche Oper (Obi)                      |
| U-Bahn-Abzweig geradeaus und nach rechts (im Tunnel) |                                            | Verbindungskurve zur H-Strecke           | Verbindungskurve zur H-Strecke           |
| U-Bahn-Bahnhof (im Tunnel) | 15,5                                       | Bismarckstraße (Bmo)                     | Bismarckstraße (Bmo)                     |
| U-Bahn-Haltepunkt / Haltestelle (im Tunnel) | 16,1                                       | Sophie-Charlotte-Platz (So)              | Sophie-Charlotte-Platz (So)              |
| U-Bahn-Haltepunkt / Haltestelle (im Tunnel) | 17,0                                       | Kaiserdamm (Kd) Ringbahn                 | Kaiserdamm (Kd) Ringbahn                 |
| U-Bahn-Bahnhof (im Tunnel) | 17,7                                       | Theodor-Heuss-Platz (Th)                 | Theodor-Heuss-Platz (Th)                 |
| U-Bahn-Haltepunkt / Haltestelle (im Tunnel) | 18,9                                       | Neu-Westend (Nd)                         | Neu-Westend (Nd)                         |
| U-Bahn-Tunnelende |                                            |                                          |                                          |
| U-Bahn-Bahnhof | 19,5                                       | Olympia-Stadion (Sd)                     | Olympia-Stadion (Sd)                     |
| U-Bahn-Dienststation / Betriebs- oder Güterbahnhof |                                            | Bw Grunewald                             | Bw Grunewald                             |
| U-Bahn-Kopfbahnhof Streckenende | 20,7                                       | Ruhleben (Rl)                            | Ruhleben (Rl)                            |

Die Linie U12 ist die temporäre Bezeichnung einer Linienalternative der Berliner U-Bahn. Sie entspricht der ursprünglichen Linie BI, die ab 1966 auch schon als ‚Linie 1‘ und ab 1984 als ‚U1‘ bezeichnet wurde, deren östlicher Endpunkt nach dem Bau der Berliner Mauer allerdings die Station Schlesisches Tor und nicht der U-Bahnhof Warschauer Brücke war.
Unter der Bezeichnung ‚U12‘ wird die Linie nur zeitweise aus unterschiedlichen Anlässen betrieben. Von 1993 bis Juni 2003 gab es sie als Großveranstaltungs- und Nachtverkehrslinie, später wurde sie zeitweise auch nur bis zum U-Bahnhof Olympia-Stadion eingesetzt. Auch wegen Bauarbeiten auf der Linie U2 wurde sie einige Jahre später noch einmal unter dieser Bezeichnung betrieben.

## Linienführung
Die U12 führt über den Kreuzberger Abschnitt der Linie U1 von deren östlichem Endbahnhof Warschauer Straße (bis Oktober 1995 von Schlesisches Tor) zum Umsteigebahnhof Wittenbergplatz und wechselt dort auf die Trasse der Linie U2 bis zu deren westlicher Endstation Ruhleben. Durch die Nutzung der Abschnitte der Linien U1 und U2 kommt die Liniennummer ‚U12‘ zustande.

## Ursprung
Ab November 1956 fuhren keine Züge mehr durchgehend von Pankow nach Ruhleben, da die Linie AI bis zum heutigen Theodor-Heuss-Platz gekürzt und eine neue als ABI bezeichnete Linie installiert wurde, die bereits ab Mai 1957 Linie BI hieß. Diese wechselte von Ruhleben kommend hinter dem U-Bahnhof Wittenbergplatz auf die Entlastungsstrecke über die Station Kurfürstenstraße in Richtung Warschauer Brücke.
Im Jahr 1966 wurde diese zur Linie 1, nach der 1986 das gleichnamige Musical benannt ist und dessen Handlung auf dieser Linienführung spielt. Von 1984 bis 1993 hieß sie ‚Linie U1‘.
Ihr östlicher Endpunkt war vom 13. August 1961 bis zum 13. November 1993 aufgrund der Streckentrennung durch den Mauerbau der U-Bahnhof Schlesisches Tor im West-Berliner Ortsteil Kreuzberg. Nach der deutschen Wiedervereinigung wurde im Oktober 1995 die Verbindung zwischen den U-Bahnhöfen Warschauer Straße und Schlesisches Tor wiedereröffnet. Nunmehr führten die Linien U1 (von Krumme Lanke), U12 (von Ruhleben) sowie U15 (von Uhlandstraße) bis zur Warschauer Straße.

## Baulinie
Am 18. August 2006 wurde die Linie U12 vorübergehend erneut eingerichtet, als Ersatz für die U2 auf der Strecke zwischen Gleisdreieck und Ruhleben, da aufgrund von Brückenbauarbeiten zwischen Gleisdreieck und Bülowstraße bis zum 18. März 2007 kein Zugverkehr möglich war. Die Linie U12 verkehrte zwischen Ruhleben und Warschauer Straße auf der historischen Strecke der ehemaligen Linie U1. Eingesetzt wurden Züge der Baureihen HK, A3L/67/71/82/92, A3E, GI/1 und GI/1E.
Gleiches erfolgte rund fünf Jahre später vom 24. Juni bis zum 8. Dezember 2011, weil Sanierungsarbeiten auf der U-Bahn-Linie U2 am Bahnhof Gleisdreieck eine Teilung der Linie notwendig machten. Die Einrichtung der U12 erfolgte allerdings erst nach Protest durch verschiedene Fahrgastverbände. Zuvor war ein zweimaliges Umsteigen zwischen den Linien U1 und U2 notwendig, die U2 endete westwärts am Gleisdreieck und ostwärts am Wittenbergplatz.
Seitdem wird die Linie, zumeist wegen Bauarbeiten auf anderen Strecken, immer wieder Zeitweise eingesetzt. So wurde die U12 zwischen dem 16. April 2015 und 23. November 2015 sowie vom 22. Juni 2020 und 10. August 2020 (2020 aufgrund anderer Bauarbeiten nur bis Kottbusser Tor) eingerichtet. Auch für den Zeitraum vom 24. März 2025 bis zum 5. Juni 2025 wurde die Linie wieder für den Verkehr zwischen Warschauer Straße und Ruhleben reaktiviert.

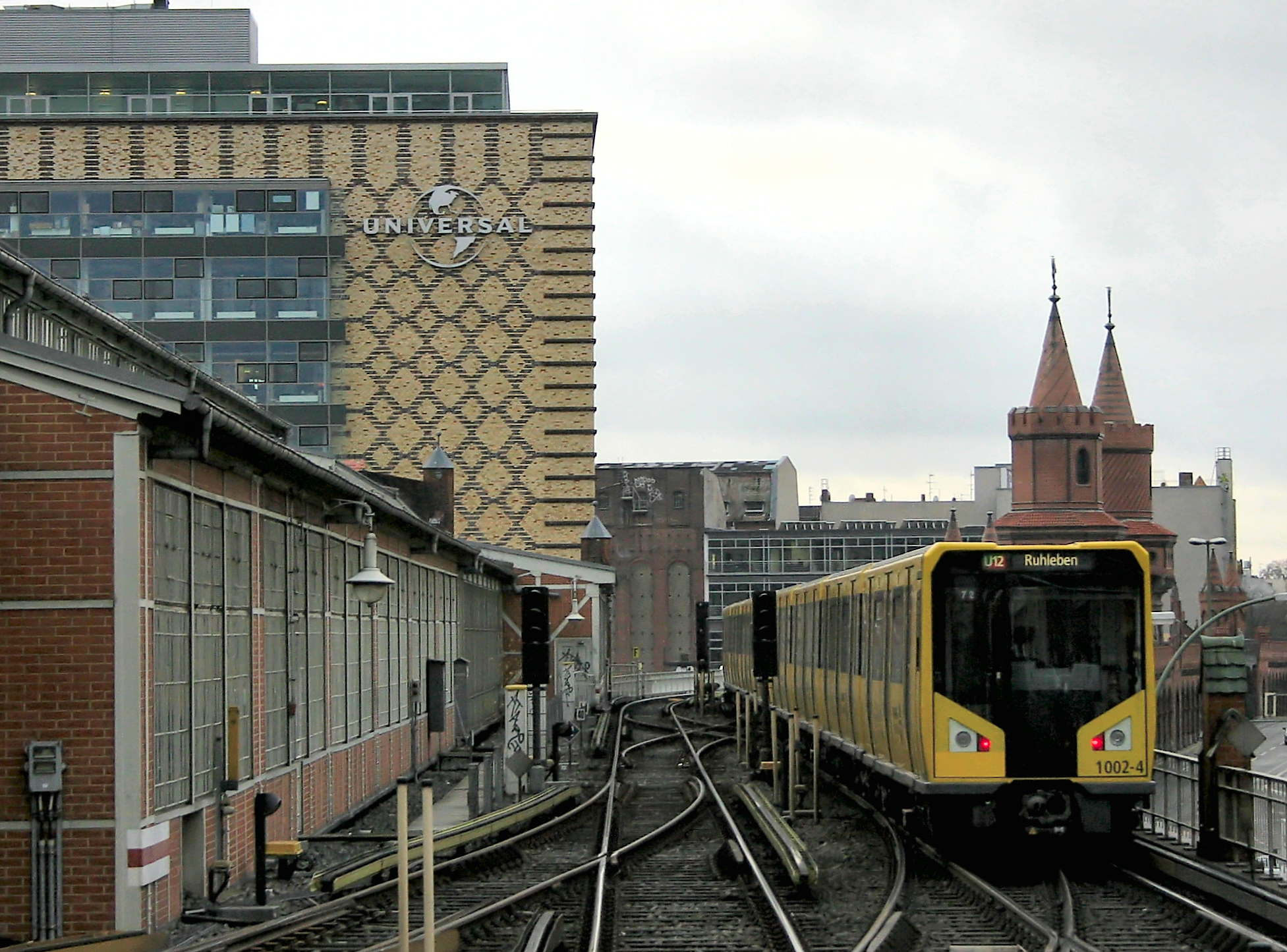
HK-Zug nahe der Oberbaumbrücke als U12 zum U-Bahnhof Ruhleben
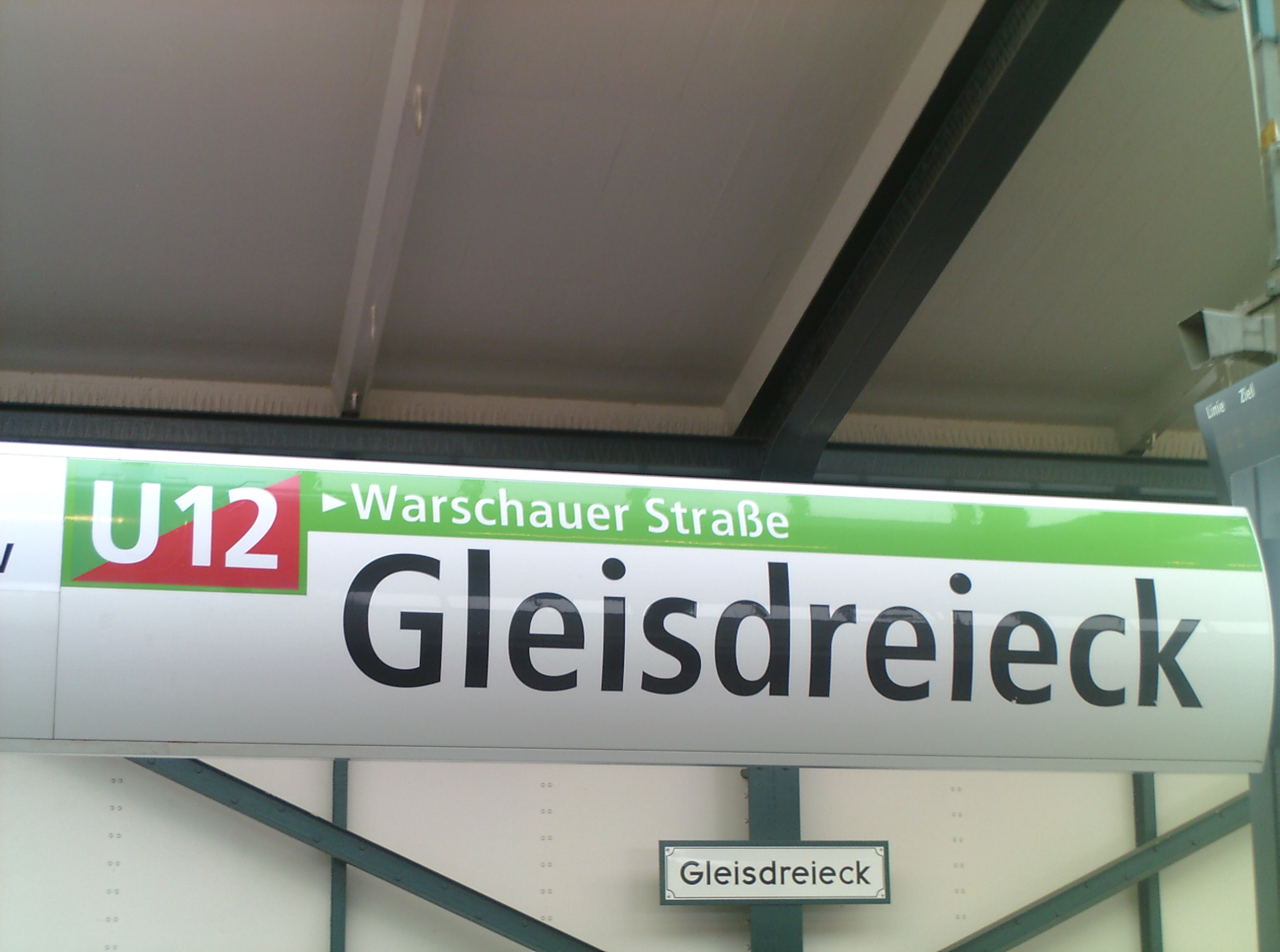
Überklebte U1-Fahrgastinformation der Linie U12 mit Fahrtziel Warschauer Straße am U-Bahnhof Gleisdreieck
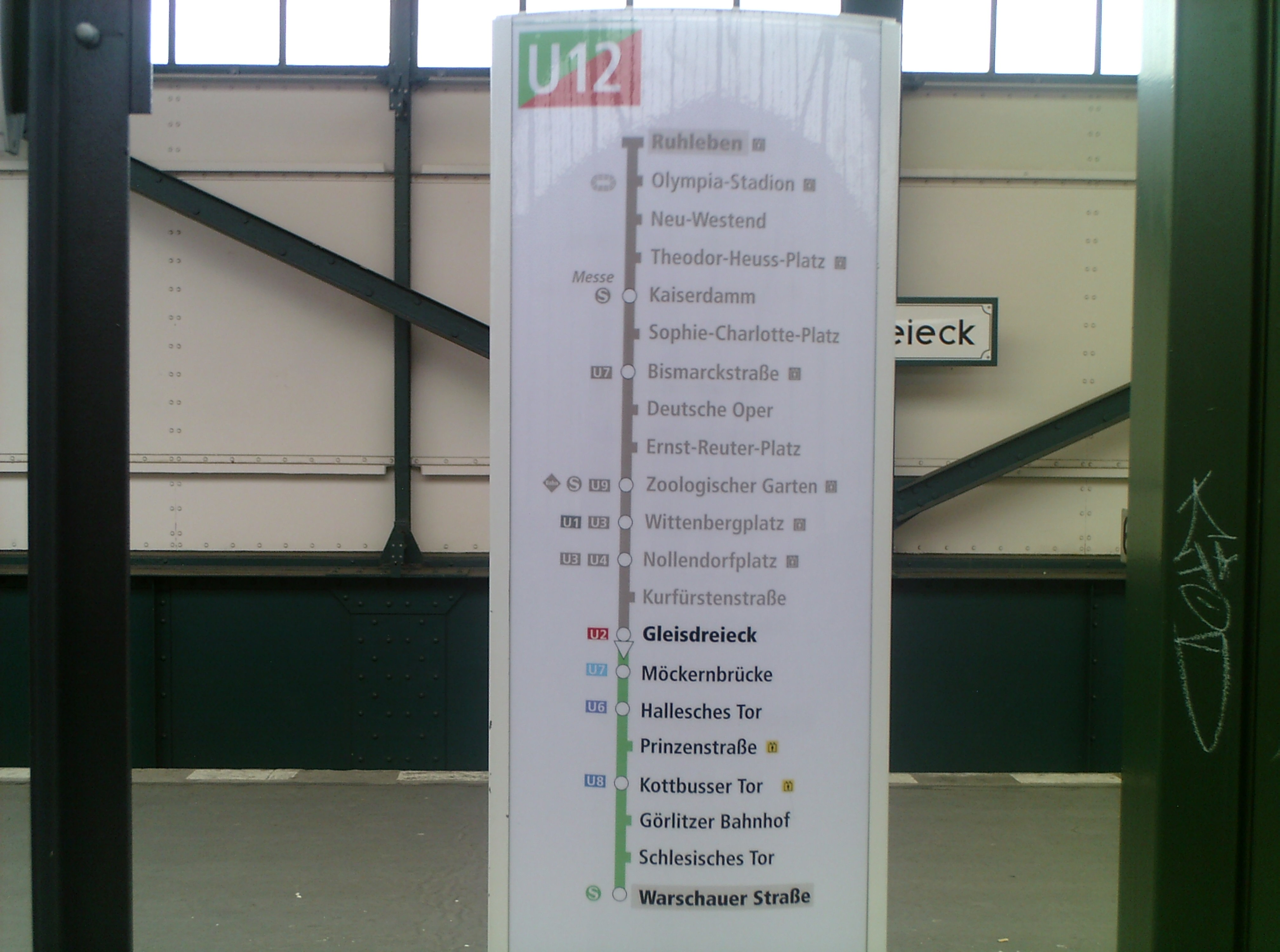
Temporäre „Perlenschnur“ der Linie U12 am U-Bahnhof Gleisdreieck